# Santa Anna dels Quatre Termes (cim)
Santa Anna dels Quatre Termes és un cim de 1.344,2 m alt amb un antic santuari al capdamunt que fa de límit entre els termes comunals rossellonesos de la Bastida i Bula d'Amunt i del conflentí de Glorianes. És també a prop del límit amb Vallestàvia; aquest terme devia arribar antigament fins a aquest punt, cosa que justificaria l'apel·latiu dels Quatre Termes.
És un dels contraforts de llevant del Canigó, al límit nord-oest del terme de la Bastida, en el sud-oest del de Bula d'Amunt, i a prop de l'extrem sud-est del de Glorianes.
Aquest cim està inclòs al llistat dels 100 cims de la FEEC
L'ermita i antic santuari de Santa Anna dels Quatre Termes és a pocs metres al nord-oest del cim, pla, d'aquesta muntanya, dins del terme de Glorianes.
El cim és un dels escenaris freqüentats per les excursions dels vessants de l'est i nord-est del Massís del Canigó.